# 乐土
《樂土》（Canaan）是一個是基于Flash平台的大型多人在线角色扮演游戏。运营商为世纪天成，现已停止运营。

## 玩法

### 職業
樂土中玩家可扮演的职业有四种分别为战士、法师、祭祀和游侠等。各职业的主要特点是：
- 戰士：生命值高，擅长近身攻击，抗魔法攻击力较弱
- 法師：智力值高，擅长魔法攻击，生命值和抗物理攻击力较弱
- 祭司：精神能力值高，抗物理魔法攻击力较强
- 遊俠：抗物理魔法攻击力较弱，擅长弓箭，伤害值高

### 裝備
装备可以提升角色的各种属性。装备可以通过装备修理、装备强化、装备打造、装备升级、装备改造、装备打孔、装备拆解、装备飞升等系统得到加强。

### 寵物
宠物可以协助角色战斗，分別有三種形式：攻擊、附身和防禦。攻擊模式的寵物會在戰鬥出現，協助戰鬥；防禦模式的寵物的體力值（HP）加到玩家上，體力值耗盡時會死；附身模式的寵物的基本屬性按比例加成到玩家上。宠物可以通过宠物养成、学习宠物技能和宠物融合等系统得到能力的提升。第一隻能拿到的寵物是迦南小豬。

### 地图及怪物
樂土總共有10個地图，分別是：魯奇島、卡魯格納、戈萊多拉高地、卡贊、菲烈亞斯、神秘地域、凶島、灰色地帶、精靈之地和卡拉爾半島等。
其中鲁奇岛、卡鲁格纳、戈莱多拉高地和卡赞等地图分布有50级以下怪物，50级以上的怪物则分布于菲烈亚斯、卡拉尔半岛、精灵之地和灰色地带等地。